# La Gerbe (journal)
Pour les articles homonymes, voir La Gerbe.
 (décembre 2014).
La Gerbe est un journal collaborationniste français, publié du 11 juillet 1940 au 17 août 1944. Il a été fondé par l'écrivain Alphonse de Châteaubriant (directeur de publication). Les rédacteurs en chef sont Marc Augier jusqu'en mai 1941 puis Camille Fégy, qui est remercié le 15 mai 1943, puis réintègre la rédaction en février 1944. Entre-temps, c'est Guy Crouzet qui assure le rôle de rédacteur en chef. Politique et littéraire, il s'inspirait de Candide et de Gringoire, hebdomadaires créés pendant l'entre-deux-guerres. Son tirage est de 140 000 exemplaires en janvier 1943.

## Positionnement du journal
Le titre du journal fondé par Alphonse de Châteaubriant renvoie à son ouvrage La Gerbe des forces paru en mai 1937.
Le titre renvoie à la position de défense de la France agricole et de la paysannerie, thème important de la Révolution nationale
Violemment anticommuniste, antirépublicain et antisémite, le journal prend pour modèles idéologiques le fascisme et surtout le nazisme. Pour lui, la France doit se livrer à un « redressement national » et pour cela lutter avec la dernière énergie contre l’individualisme.
Eugéniste et raciste, la Gerbe ouvre largement ses colonnes à Georges Montandon, notamment. Marc Augier proclame, par exemple, dans son édition du 7 novembre 1940 : « L'heure est venue de dire qu'Apollon et Pallas Athéné sont les images de l'homme et de la femme nordique, affirmation bien impossible au temps de la conspiration juive. »
Comme son fondateur, la Gerbe veut une synthèse du catholicisme, du néo-paganisme et du racisme. Elle s'interroge : « La joie, disait le père Janvier dans une de ses conférences, est le moteur de la vie. Hitler a-t-il dit autre chose : Kraft durch Freude [traduction : « La force par la joie »] ? »

## Contributeurs
La page littéraire n'évite pas les polémiques politiques et reçoit des articles de Paul Morand, Marcel Aymé, Abel Bonnard, Claude Farrère, Sacha Guitry, Jean de La Varende[réf. nécessaire], Jean Giono, Raymond Asso qui y utilise en 1941 pour la première fois le mot Zazou. André Castelot assure la critique dramatique.
Gabrielle Storms-Castelot, mère d'André Castelot et maîtresse de Châteaubriant, est secrétaire générale de la Direction.
Tito Livio de Madrazo (Madrid, 1899 - Paris, 1979), Antoni Clavé (Barcelone, 1913 - Saint-Tropez, 31 août 2005) et Carles Fonstserè i Carrió  (Barcelone, 9 mars 1916 – Gérone, 4 janvier 2007) étaient des peintres (pour les deux premiers), dessinateurs et créateurs d'affiches espagnols,.

## Libération
L'hebdomadaire Action reprend ses locaux à la Libération en 1945.